# Serixia buruensis
Serixia buruensis är en skalbaggsart. Serixia buruensis ingår i släktet Serixia och familjen långhorningar.

## Underarter
Arten delas in i följande underarter:
- S. b. buruensis
- S. b. ceramensis